# 丹州
丹州（たんしゅう）は、中国にかつて存在した州。南北朝時代からモンゴル帝国時代にかけて、現在の陝西省宜川県一帯に設置された。

## 概要
537年（大統3年）、西魏により敷州および延州の一部を分割して設置された汾州を前身とする。554年（廃帝3年）、汾州は丹州と改称された。
隋初には、丹州は丹陽郡に属する丹陽・雲巌・太平の3県と楽川郡に属する汾川・門山の2県の合わせて2郡5県を管轄した。583年（開皇3年）、隋が郡制を廃すると、丹州の属郡は廃止された。丹陽県は義川県と改称された。606年（大業2年）、丹州は廃止され、その管轄区域は延州に移管された。607年（大業3年）に州が廃止されて郡が置かれると、延州は延安郡と改称された。617年（義寧元年）、延安郡義川県に丹陽郡が置かれた。
618年（武徳元年）、唐により丹陽郡は丹州と改められた。742年（天宝元年）、丹州は咸寧郡と改称された。758年（乾元元年）、咸寧郡は丹州の称にもどされた。丹州は関内道に属し、義川・汾川・咸寧・雲巌・門山の5県を管轄した。
976年（太平興国元年）、北宋により義川県が宜川県と改称された。978年（太平興国3年）、咸寧県が廃止され、宜川県に編入された。1070年（熙寧3年）に汾川県が、1074年（熙寧7年）に雲巌県が鎮に降格し、いずれも宜川県に編入された。丹州は永興軍路延安府に属した。
金のとき、丹州は鄜延路に属し、宜川県を管轄した。
1269年（至元6年）、モンゴル帝国により丹州は廃止され、宜川県は延安路に移管された。